# Танго-путаниця
«Танго-путаниця» (англ. Tango Tangles) — американський короткометражний фільм 1914 року за участю Чарлі Чапліна.
Фільм вийшов на екрани в США 9 березня 1914 року.

## Сюжет
Герой Чапліна на підпитку з'являється на танцях і вмішується в сварку двох музикантів оркестру через дівчину. Вони не раді появі ще одного суперника, і сварка переростає у бійку.

## У ролях
- Чарлі Чаплін — танцюрист на підпитку
- Форд Стерлінг — керівник оркестру
- Роско Арбакл — кларнетист
- Мінта Дарфі — гостя
- Честер Конклін — гість в костюмі полісмена